# Magdalena Mielcarz
Magdalena Mielcarz (ur. 3 marca 1978 w Warszawie) – polska aktorka, modelka, piosenkarka i prezenterka telewizyjna.

## Życiorys
Urodziła i wychowywała się w Warszawie. Jako nastolatka śpiewała w popularnym zespole dziecięco-młodzieżowym Gawęda. Ukończyła XXXVII Liceum Ogólnokształcącego im. Jarosława Dąbrowskiego w Warszawie i studia na Wydziale Dziennikarstwa i Nauk Politycznych na Uniwersytecie Warszawskim. 
W wieku 15 lat rozpoczęła karierę modelki. Pracowała na całym świecie, biorąc udział w wielu komercyjnych projektach i kampaniach reklamowych, m.in. była pierwszą Polką, która wzięła udział w światowej kampanii kosmetyków marki L’Oréal (2001).
Ogólnopolską popularność przyniosła jej główna rola w filmie Quo vadis (2001). W następnych latach grała w produkcjach europejskich, m.in. wcieliła się w Henriette de France w filmie Fanfan Tulipan (2003). W 2003 przeprowadziła się do Nowego Jorku, gdzie pracowała także jako modelka i ukończyła szkołę aktorską Maggie Flaningan Studio, a po zamążpójściu zamieszkała w Los Angeles, skupiając się na życiu rodzinnym i rozwijaniu muzycznych zainteresowań. Wystąpiła epizodycznie w filmie Och, Karol 2 (2011) i zagrała główną rolę w niezależnym filmie krótkometrażowym Paranoia (2014).
Współprowadziła pierwszą edycję reality show TVN Top Model. Zostań modelką (2010) oraz pierwszą i piątą edycję talent show TVP2 The Voice of Poland (2011, 2014). Wydała single: „Drown in Me” (2011), „Silver Dream” (2014), „Stormy Wave” (2015) i „Sister Army” (2017). Promując swój czwarty utwór, zaprezentowała nowy wizerunek, który był szeroko komentowany przez media. W 2019 przyjęła pseudonim artystyczny Lvma Black, pod którym wydała single „I C U” i „Summertime Hobby”. W 2021 wydała kolejne trzy utwory: „Into You”, „Nothing but You” i „We Mgle”. W 2023 przeprowadziła się z rodziną do Kopenhagi, a rok później wydała utwór „What if on Christmas”, którym zadebiutowała jako producentka muzyczna.

## Życie prywatne
W 2007 poślubiła amerykańskiego prawnika Adriana Ashkenazy’ego. W 2017 odnowili przysięgę małżeńską. Mają dwie córki: Mayę (ur. w 2009) i Indirę (ur. w 2013).

## Filmografia
Filmy

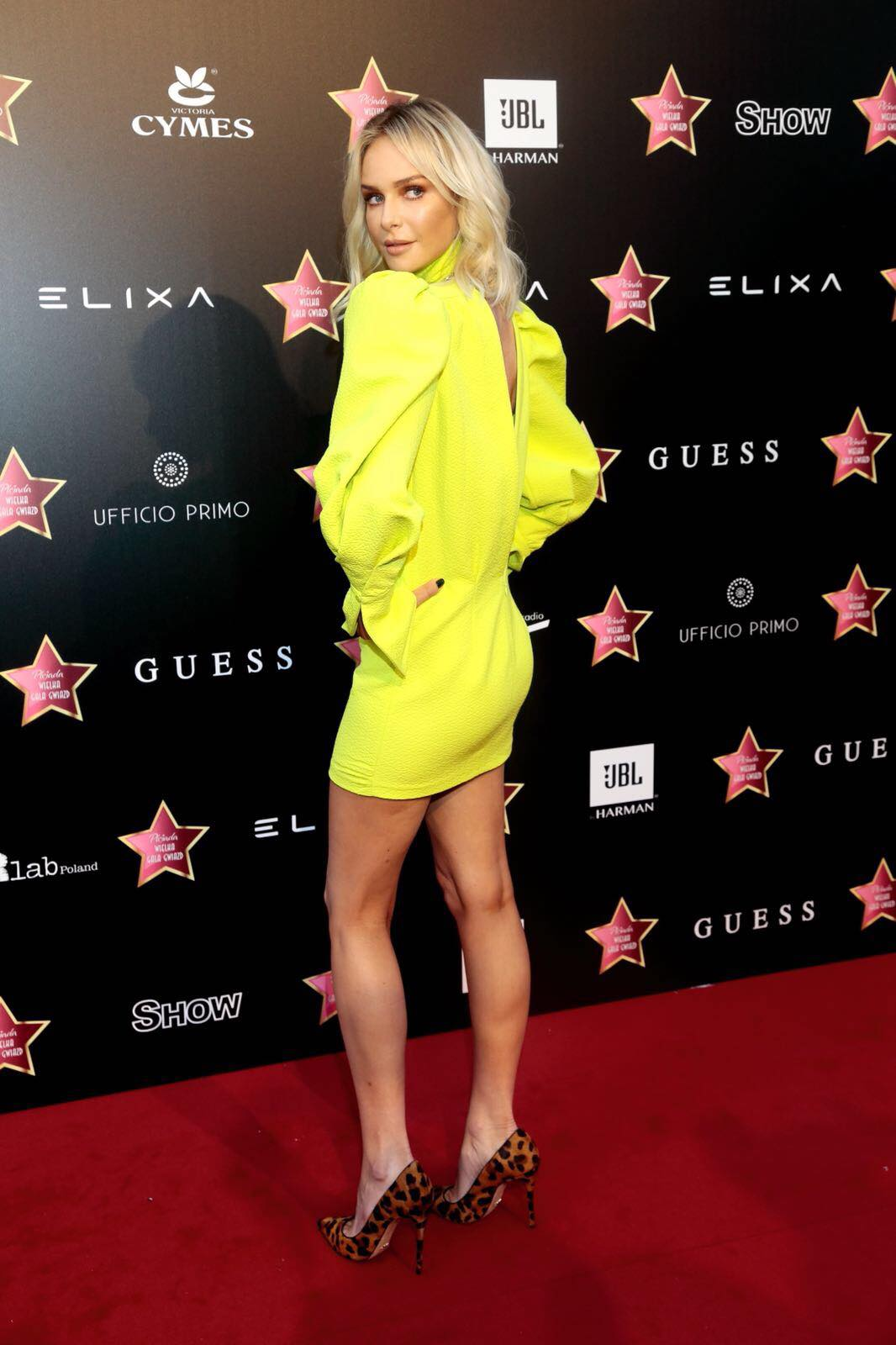
Mielcarz na Wielkiej Gali Gwiazd Plejady w Warszawie (2018)

- 2001: Quo vadis jako Ligia Kallina
- 2003: Fanfan Tulipan (Fanfan la tulipe) jako Henriette
- 2003: Cena pożądania (Sotto falso nome) jako Ewa
- 2003: Ostatni człowiek
- 2005: Solidarity jako Dorota
- 2009: Taras Bulba jako Elżbieta Mazowiecka
- 2011: Och, Karol 2 jako Beata, siostra Romana Dolnego
- 2011: Kierowca (Limousine) jako Katarzyna
- 2014: Paranoia jako Magda

Seriale
- 1989: Paziowie jako królewna Jadwisia
- 2002: Quo vadis jako Ligia Kallina
- 2006: Fałszerze – powrót Sfory jako Ola, partnerka Kruka (odc. 1, 5–8, 10, 12)
- 2009: BrzydUla jako Julia Sławińska

Wykonanie piosenek
- 2009: Taras Bulba – „Razłuczenije sierdca” (Rozłączone serca)

## Dyskografia

### Single
- 2011: „Drown in Me”
- 2014: „Silver Dream”
- 2015: „Stormy Wave”
- 2017: „Sister Army”
- 2019: „I C U” (jako Lvma Black)
- 2019: „Summertime Hobby” (jako Lvma Black)
- 2021: „Into You” (jako Lvma Black)
- 2021: „Nothing but You” (jako Lvma Black)
- 2021: „We Mgle” (jako Lvma Black)
- 2024: „What if on Christmas” (jako Lvma Black)

### Teledyski
- 2011: „Drown in Me”
- 2014: „Silver Dream”
- 2015: „Stormy Wave”
- 2019: „I C U” (jako Lvma Black)
- 2019: „Summertime Hobby” (jako Lvma Black)
- 2021: „Into You” (jako Lvma Black)
- 2021: „We Mgle” (jako Lvma Black)

## Nagrody
- 2012: Kobieta Roku „Glamour” 2011[2]
- 2012: statuetka „Plejada Top Ten” 2012[12].